# Люцина
Люці́на (лат. Lucina) — богиня пологів у римлян, одне з імен Юнони (Гери) як покровительки шлюбу. На її честь 1 березня справляли свято, під час якого матері з немовлятами йшли до храму богині, прибирали його квітами і вимолювали благословення для своїх дітей.